# Andy Borodow
Andrew Mark „Andy” Borodow (ur. 16 września 1969 w Montrealu) – kanadyjski zapaśnik. Dwukrotny olimpijczyk. Piąty w Barcelonie 1992 w stylu klasycznym i czternasty w Atlancie 1996 w stylu wolnym. Walczył w kategorii 130 kg.
Czterokrotny uczestnik mistrzostw świata, piąty w 1989. Piąty w Pucharze Świata w 1994 i 1995. Zdobył cztery medale na igrzyskach panamerykańskich, srebro w 1991. Sześć razy na podium mistrzostw panamerykańskich. Zwyciężył na Igrzyskach Wspólnoty Narodów w 1994 i igrzyskach frankofońskich w 1994. Wicemistrz świata kadetów z 1987 roku w obu stylach.